# Nops

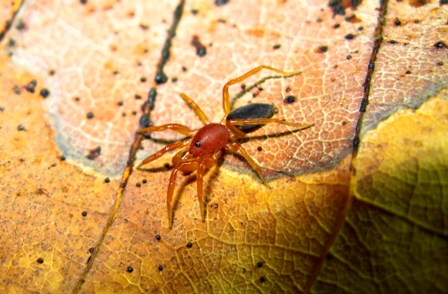
Nops guanabacoae

Nops (лат.) — род мелких и средних по размеру пауков из семейства Caponiidae. Обитатели Южной Америки, Центральной Америки и Карибского бассейна. Род был впервые описанн Уильямом Маклеем в 1839 году. Известно более 40 видов. Много видов встречается на Карибских островах, и большинство материковых видов расположены в высокой пропорции к Карибскому побережью. Вероятно, он имеет неотропическое распространение, хотя большинство видов в Южной Америке известно только с побережья Колумбии и Венесуэлы, включая острова Аруба, Кюрасао, Бонайре и Тринидад.

## Описание
Мелкие и средние по размеру пауки: обычно от 3—8 мм до 2 см у относительно крупного нового вида из Колумбии Nops mamoris. У пауков рода Nops субсегментированные лапки, а также два других признака ног, часто встречающихся у нопиновых: вентральный полупрозрачный киль на передних метатарсусах и полупрозрачная мембрана между передними метатарсусами и тарсусами. Этих пауков можно отличить от сходных родов с такими изменениями по удлинённому непарному коготку на передних лапках, простирающемуся дорсально между парными коготками

## Систематика
Известно более 40 видов.
- Nops agnarssoni Sánchez-Ruiz, Brescovit & Alayón, 2015 — Пуэрто-Рико[9]
- Nops alexenriquei Sánchez-Ruiz & Brescovit, 2018 — Бразилия[10]
- Nops amazonas Sánchez-Ruiz & Brescovit, 2018 — Бразилия[10]
- Nops anisitsi Strand, 1909 — Парагвай
- Nops bahia Sánchez-Ruiz & Brescovit, 2018 — Бразилия[10]
- Nops bellulus Chamberlin, 1916 — Перу
- Nops blandus (Bryant, 1942) — Virgin Is. (US, UK)
- Nops branicki (Taczanowski, 1874) — Французская Гвиана
- Nops campeche Sánchez-Ruiz & Brescovit, 2018 — Мексика, Белиз, Коста-Рика[10]
- Nops coccineus Simon, 1892 — Сент-Винсент и Гренадины (St. Vincent)
- Nops enae Sánchez-Ruiz, 2004 — Куба
- Nops ernestoi Sánchez-Ruiz, 2005 — Испаньола (Доминиканская Республика)
- Nops farhati Prosen, 1949 — Аргентина
- Nops finisfurvus Sánchez-Ruiz, Brescovit & Alayón, 2015 — Virgin Is. (UK), Пуэрто-Рико (Culebra Is.)[9]
- Nops flutillus Chickering, 1967 — Кюрасао[3]
- Nops gertschi Chickering, 1967 — Испаньола (Доминиканская Республика)[3]
- Nops glaucus Hasselt, 1887 — Netherlands Antilles (Bonaire)
- Nops guanabacoae MacLeay, 1839 typus — Куба, Багамы
- Nops hispaniola Sánchez-Ruiz, Brescovit & Alayón, 2015 — остров Гаити (Пуэрто-Рико)[9]
- Nops ipojuca Sánchez-Ruiz & Brescovit, 2018 — Бразилия[10]
- Nops itapetinga Sánchez-Ruiz & Brescovit, 2018 — Бразилия[10]
- Nops jaragua Sánchez-Ruiz & Brescovit, 2018 — Доминиканская Республика[10]
- Nops largus Chickering, 1967 — Панама[3]
- † Nops lobatus Wunderlich, 1988
- Nops maculatus Simon, 1893 — Венесуэла, Тринидад, Гайана
- Nops mamoris Chirivi-Joya, Rodríguez-Sandoval & Pardo-Staper, 2024 — Колумбия[4]
- Nops mathani Simon, 1893 — Бразилия
- Nops meridionalis Keyserling, 1891 — Бразилия
- Nops minas Sánchez-Ruiz & Brescovit, 2018 — Бразилия[10]
- Nops navassa Sánchez-Ruiz & Brescovit, 2018 — Navassa Is. (Гаити, США)[10]
- Nops nitidus Simon, 1907 — Бразилия
- Nops pallidus Sánchez-Ruiz & Brescovit, 2018 — Куба[10]
- Nops pocone Sánchez-Ruiz & Brescovit, 2018 — Бразилия[10]
- Nops quito Dupérré, 2014 — Эквадор
- Nops siboney Sánchez-Ruiz, 2004 — Куба
- Nops sublaevis Simon, 1893 — Венесуэла
- Nops tico Sánchez-Ruiz & Brescovit, 2018 — Коста-Рика, Панама[10]
- Nops toballus Chickering, 1967 — Ямайка[3]
- Nops ursumus Chickering, 1967 — Панама[3]
- Nops variabilis Keyserling, 1877 — Колумбия, Венесуэла